# Josandreva pusilla
Josandreva pusilla is een insect uit de familie van de Nemopteridae, die tot de orde netvleugeligen (Neuroptera) behoort. 
Josandreva pusilla is voor het eerst wetenschappelijk beschreven door E. O. Taschenberg in 1883.